# Etoile Haïtienne
El Etoile Haïtienne (en español, Estrella Haitiana) es un equipo de fútbol aficionado de Haití que juega en la Liga Regional de Puerto Príncipe, una de las ligas que conforman la Cuarta División de fútbol en el país.

## Historia
Fue fundado en el año 1930 en la capital Puerto Príncipe y militó en la máxima categoría entre 1940 y 1970 cuando los equipos participantes en la Liga de fútbol de Haití eran de la capital Puerto Príncipe. El club ganó tres títulos de liga, así como un título de copa.
A nivel internacional participó en un torneo continental, en la Copa de Campeones de la Concacaf 1962, donde fue eliminado en la primera ronda por el SITHOC de Antillas Neerlandesas.

## Palmarés
- Liga de fútbol de Haití: 3

1942, 1944, 1961
- Copa de Haití: 1

1937

## Participación en competiciones de la Concacaf
| Temporada | Torneo                           | Ronda | Club   | Casa | Visita | Global |
| --------- | -------------------------------- | ----- | ------ | ---- | ------ | ------ |
| 1962      | Copa de Campeones de la Concacaf | 1     | SITHOC | 3-2  | 0-6    | 3-8    |

## Jugadores destacados
- Joe Gaetjens
- Guy Saint-Vil